# الزرقا (مركز)
مركز الزرقا، مركز إداري مصري. يقع في محافظة دمياط ضمن إقليم الدلتا في جمهورية مصر العربية. القاعدة الإدارية للمركز هي مدينة الزرقا، وتضم كذلك مدينة السرو.